# Estorf (Weser)
Estorf est une commune allemande de l'arrondissement de Nienburg/Weser, Land de Basse-Saxe.

## Géographie
Située au bord de la Weser, la commune comprend les quartiers d'Estorf, Leeseringen et Nienburger Bruch.
| Binnen     |              | Nienburg/Weser |
| Liebenau   | Estorf       | Husum          |
| Steyerberg | Landesbergen |                |

Son territoire est traversé par la ligne de Nienburg à Minden.

## Histoire
Selon des découvertes archéologiques de 1977, on peut supposer que déjà vers l'an 550, le lieu actuel est constamment habitée.
Estorf est mentionné pour la première fois le 9 février 1096, quand la comtesse Meresvid von Stumpenhausen donne "Aesdorpe" à l'église de Minden. Au cours du Moyen Âge, le village connaît l'influence des familles nobles Freytag et Münchhausen. Cette dernière famille se sépare de ses biens à Estorf en 1413 et les donne aux Freytag.
Durant la guerre de Trente Ans, les habitants s'organisent dans les bois pour échapper aux pillages des soldats. Les lieux ont été conservés et sont une attraction touristiques.

## Source, notes et références
- (de) Cet article est partiellement ou en totalité issu de l’article de Wikipédia en allemand intitulé « Estorf (Weser) » (voir la liste des auteurs).